# Рурубу
Рурубу (също Рувуву) е река в Централна Африка. Дълга е близо 300 км. Минава през Бурунди и Танзания. Тя е приток на река Кагера, която от своя страна е приток на Нил.
| Портал | Портал „Африка“ съдържа още много статии, свързани с Африка. Можете да се включите към Уикипроект „Африка“. |